# Budynek przy ul. Niepodległości 4 w Iwano-Frankiwsku
Budynek przy ul. Niepodległości 4 (Hotel Union, Hotel Kijów) – dawny hotel w Iwano-Frankiwsku, przy ul. Niepodległości 4 wybudowany w 1912; wykorzystywany współcześnie jako budynek biurowy i usługowo-handlowy, wpisany do rejestru zabytków.

## Dzieje do 1945

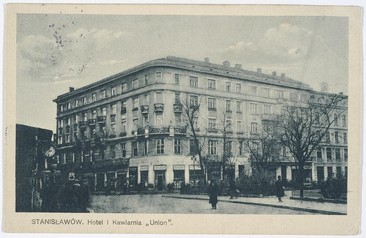
Hotel i kawiarnia „Union”, 1926

Inwestorami byli znani w mieście bracia Chowańcowie, synowie jednego z najbogatszych mieszkańców miasta, Stanisława (1862–1910), dyrektora Kasy Oszczędnościowej, właściciela drukarni i współwłaściciela gazety „Kurier Stanisławowski”. Położony w samym centrum miasta obiekt został wykonany według projektu Fryderyka Janusza, fasada została ozdobiona figurami rzeźbiarza Mariana Antoniaka. Został oddany do użytku w 1912. Budową kierował Jan Greiner. Był pierwszą budowlą w mieście, wzniesioną w technologii żelbetowej. Wzmocnione w ten sposób fundamenty pozwoliły po raz pierwszy na wybudowanie pięciu kondygnacji, co spowodowało, że budynek był najwyższą budowlą mieście i określany był jako „drapacz chmur”. Był jednocześnie – w przeciwieństwie do pozostałych hoteli, kamienic i instytucji, ogrzewanych piecami i oświetlanych gazem – pierwszym w mieście budynkiem z oświetleniem elektrycznym i centralnym ogrzewaniem. Zainstalowano w nim także pierwszą w mieście elektryczną windę. Udogodnienia te zapewniała własna elektrownia, która działała do 1936. 
Reklama hotelu zapewniała, że każdy pokój ma telefon, indywidualną łazienkę z ciepłą i zimną wodą, elektryczne oświetlenie i centralne ogrzewanie. Przewodnik Mieczysława Orłowicza z 1914 informował, że obiekt liczył 25 pokoi, a cena jednego zaczynała się od 4 koron. Na parterze ulokowano cukiernię Krowickiego, kawiarnię oraz sklepy o dużej powierzchni z imponującymi przeszklonymi witrynami. Na pierwszym piętrze mieściła się restauracja. Wyższe kondygnacje zajmowały pokoje dla gości.
Hotel działał także w okresie międzywojennym.

## Dzieje po 1945
Po II wojnie światowej zmieniono nazwę na „Kijów”. Po roku 2000 przestał działać jako hotel, a budynek przekształcono na biurowiec.

## Elektrownia
Pierwszym zelektryfikowanym obiektem w Stanisławowie był dworzec kolejowy, zasilany trzema dynamomaszynami Siemens & Halske o mocy 75 KM. Oświetlone były perony i plac przed dworcem oraz warsztaty kolejowe.
Sfinansowana nakładem braci Chowańców elektrownia, zlokalizowana w przybudówce na parceli hotelu miała dwa generatory prądu stałego Siemens-Schukkertwerke o mocy 50 kW. Po I wojnie światowej właściciele rozpoczęli sprzedaż elektryczności innym użytkownikom. W 1918 do ich elektrowni podłączono Bank Austro-Węgierski, zlokalizowany przy obecnej ul. Hruszewskiego 4, następnie podłączono kolejne banki (Niezależności 19), kasyno Mieszczańskie (Niezależności 12), Radę Powiatową (Mickiewicza 4) i kilka innych urzędów. Za sprawą elektrowni braci Chowańców w latach 20. XX wieku oświetlono cały obecny deptak i przyległe ulice. W 1924 starszy z braci, Wacław został wybrany na urząd prezydenta miasta.